# باشگاه فوتبال پرسپولیس در فصل ۰۵–۱۴۰۴
فصل ۰۵–۱۴۰۴، بیست و پنجمین فصل حضور باشگاه پرسپولیس در لیگ برتر فوتبال ایران است. پرسپولیس علاوه بر لیگ داخلی در رقابت‌های این فصل جام حذفی نیز شرکت می‌کند.

## لباس‌ها
تامین کننده:  مروژ
حامی مالی: صبا باتری، طبیعت، آسان پرداخت

|  | لباس اول |

## کادرفنی
| کادر فنی باشگاه پرسپولیس | کادر فنی باشگاه پرسپولیس |
| سمت                      | نام                      |
| ------------------------ | ------------------------ |
| سرمربی                   | وحید هاشمیان             |
| دستیار اول               | کریم باقری               |
| دستیار دوم               | امیرحسین پیروانی         |
| مربی دروازه‌بان‌ها         | امیلیو الوارز            |
| مربی بدنساز              | پپه لوسادا               |
| آنالیزور                 | مهرداد خانبان            |
| پزشک                     | فرید زرینه               |
| سرپرست تیم               | افشین پیروانی            |
| مدیر رسانه               | محسن شاهمرادی            |

## بازیکنان

### بازیکنان اصلی
| ‎دروازه‌بان |             |                       |                 |               |
| ش.        | م.          | نام                   | تیم قبلی        | توضیحات       |
| ۱         | ایران       | پیام نیازمند          | سپاهان          |               |
| ۲۲        | ایران       | امیررضا رفیعی         | نساجی           | زیر ۲۵ سال    |
| ۳۸        | ایران       | محمد گندمی            | آکادمی          | زیر ۲۱ سال    |
| ‎مدافع     |             |                       |                 |               |
| ۳         | ایران       | یعقوب براجعه          | مس کرمان        | زیر ۲۱ سال    |
| ۴         | ایران       | میلاد محمدی           | آدانا دمیرسپور  |               |
| ۶         | ایران       | محمدحسین کنعانی‌زادگان | الاهلی قطر      |               |
| ۸         | ایران       | مرتضی پورعلی‌گنجی      | شنژن            |               |
| ۵۵        | ایران       | حسین ابرقویی          | خیبر            |               |
| ۷۶        | ایران       | سهیل صحرایی           | آکادمی          | زیر ۲۳ سال    |
| ۸۴        | ایران       | علیرضا همایی‌فرد       | پیکان           | زیر ۲۱ سال    |
| ۹۳        | ساحل عاج    | سرژ اوریه             | گالاتاسرای      |               |
| ‎هافبک     |             |                       |                 |               |
| ۷         | ایران       | سروش رفیعی            | سپاهان          | کاپیتان سوم   |
| ۱۰        | ایران       | میلاد سرلک            | ملوان           |               |
| ۱۴        | ایران       | علیرضا عنایت‌زاده      | آکادمی          | زیر ۲۳ سال    |
| ۱۹        | ایران       | وحید امیری            | ترابزون‌اسپور    | کاپیتان دوم   |
| ۲۷        | ایران       | سعید مهری             | آپوئل           |               |
| ۷۷        | ایران       | محمد خدابنده‌لو        | مس رفسنجان      |               |
| ۸۰        | ایران       | یاسین سلمانی          | سپاهان          | زیر ۲۵ سال    |
| ۸۱        | ایران       | رضا شکاری             | سپاهان          |               |
| ۸۸        | مونته‌نگرو   | مارکو باکیچ           | او.اف. آی کرت   |               |
| ‎مهاجم     |             |                       |                 |               |
| ۲         | ایران       | امید عالیشاه          | راه‌آهن          | کاپیتان اول   |
| ۹         | ایران       | علی علیپور            | ژیل ویسنته      | کاپیتان چهارم |
| ۱۱        | ایران       | فرشاد احمدزاده        | سپاهان          |               |
| ۱۷        | ایران       | مجتبی فخریان          | شمس‌آذر          | زیر ۲۳ سال    |
| ۱۸        | ایران       | ابوالفضل بابایی       | فجر سپاسی       | زیر ۲۳ سال    |
| ۲۰        | ایران       | محمدحسین صادقی        | هوادار          | زیر ۲۳ سال    |
| ۲۱        | ایران       | محمد عمری             | ملوان           |               |
| ۲۳        | جمهوری کنگو | تیوی بیفوما           | استقلال خوزستان |               |
| ۶۹        | ایران       | محمدامین کاظمیان      | آلومینیوم       |               |
| ۷۰        | ازبکستان    | اوستون اورونوف        | نوبهار نمنگان   | زیر ۲۵ سال    |
| ۹۱        | ترکیه       | سردار دورسون          | آلانیا اسپور    |               |

### بازیکنان ملی‌پوش
بازیکنانی که در تیم‌ها ملی کشورشان بازی می‌کنند را قرار دادیم «شماره و غیره، مختص تیم ملی‌هایشان هست»
تا تاریخ ۱۰ مرداد ۱۴۰۴
| شماره | پست       | نام                   | سن | تعداد بازی | تعداد گل | تاریخ عضویت |
| ----- | --------- | --------------------- | -- | ---------- | -------- | ----------- |
| ۵     | مدافع     | میلاد محمدی           | ۳۱ | ۷۰         | ۱        | ۲۰۱۵        |
| ۸     | مدافع     | مرتضی پورعلی‌گنجی      | ۳۳ | ۵۴         | ۳        | ۲۰۱۵        |
| ۱۰    | وینگر     | تیوی بیفوما           | ۳۳ | ۳۸         | ۱۵       | ۲۰۱۴        |
| ۱۱    | وینگر     | اوستون اورونوف        | ۲۴ | ۳۳         | ۸        | ۲۰۱۹        |
| ۱۲    | دروازه‌بان | پیام نیازمند          | ۳۰ | ۹          | ۰        | ۲۰۲۰        |
| ۱۳    | مدافع     | محمدحسین کنعانی‌زادگان | ۳۱ | ۵۹         | ۶        | ۲۰۱۵        |
| ۱۷    | مدافع     | سرژ اوریه             | ۳۲ | ۹۳         | ۴        | ۲۰۱۳        |
| ۱۸    | مهاجم     | علی علیپور            | ۲۹ | ۵          | ۰        | ۲۰۱۸        |
| ۱۸    | هافبک     | مارکو باکیچ           | ۳۱ | ۳۲         | ۰        | ۲۰۱۲        |

### بازیکنان خارجی
تا تاریخ ۹ مرداد ۱۴۰۴
| شماره | پست   | نام            | سن | از تیم          | نوع انتقال | تاریخ عضویت | توضیحات |
| ----- | ----- | -------------- | -- | --------------- | ---------- | ----------- | ------- |
| ۷۰    | وینگر | اوستون اورونوف | ۲۴ | نوبهار          | دائم       | ۲۰۲۴        | ملی پوش |
| ۹۱    | مهاجم | سردار دورسون   | ۳۳ | آلانیا اسپور    | دائم       | ۲۰۲۵        |         |
| ۲۳    | وینگر | تیوی بیفوما    | ۳۳ | استقلال خوزستان | دائم       | ۲۰۲۵        | ملی پوش |
| ۸۸    | هافبک | مارکو باکیچ    | ۳۱ | او.اف. آی کرت   | دائم       | ۲۰۲۵        | ملی پوش |
| ۹۳    | مدافع | سرژ اوریه      | ۳۲ | گالاتاسرای      | دائم       | ۲۰۲۵        | ملی پوش |

## نقل و انتقالات

### ورودی
| ش.                      | پست           | نام بازیکن       | انتقال از       | هزینه         | تاریخ انتقال     | منبع          |
| بازار تابستان           | بازار تابستان | بازار تابستان    | بازار تابستان   | بازار تابستان | بازار تابستان    | بازار تابستان |
| ----------------------- | ------------- | ---------------- | --------------- | ------------- | ---------------- | ------------- |
| ۲۳                      | FW            | تیوی بیفوما      | استقلال خوزستان | انتقال رایگان | ۲۵ اردیبهشت ۱۴۰۴ | [ ۱ ]         |
| ۱۷                      | FW            | مجتبی فخریان     | شمس‌آذر          | ۲۱۵ هزار یورو | ۲۷ اردیبهشت ۱۴۰۴ | [ ۲ ]         |
| ۶۹                      | FW            | محمدامین کاظمیان | آلومینیوم       | ۴۳۸ هزار یورو | ۲۷ اردیبهشت ۱۴۰۴ | [ ۳ ]         |
| ۸۱                      | MF            | رضا شکاری        | سپاهان          | انتقال رایگان | ۲۸ اردیبهشت ۱۴۰۴ | [ ۴ ]         |
| ۱                       | GK            | پیام نیازمند     | سپاهان          | انتقال رایگان | ۲۹ اردیبهشت ۱۴۰۴ | [ ۵ ]         |
| ۳۸                      | GK            | محمد گندمی       | آکادمی          | سیستم آکادمی  | ۱۰ خرداد ۱۴۰۴    |               |
|                         | MF            | بنیامین علیپور   | آکادمی          | سیستم آکادمی  | ۱۰ خرداد ۱۴۰۴    |               |
| ۴۵                      | FW            | محمدحسین صادقی   | هوادار          | ۳۲۰ هزار یورو | ۱۱ خرداد ۱۴۰۴    | [ ۶ ]         |
| ۸۸                      | MF            | مارکو باکیچ      | او.اف. آی کرت   | انتقال رایگان | ۲۶ تیر ۱۴۰۴      | [ ۷ ]         |
| ۵۵                      | DF            | حسین ابرقویی     | خیبر            | ۲۹۰ هزار یورو | ۴ مرداد ۱۴۰۴     | [ ۸ ]         |
| ۹۳                      | DF            | سرژ اوریه        | گالاتاسرای      |               | ۷ مرداد ۱۴۰۴     | [ ۹ ]         |
| بازار زمستان            |               |                  |                 |               |                  |               |
| بروزرسانی: ۷ مرداد ۱۴۰۴ |               |                  |                 |               |                  |               |

### خروجی
| ش.                       | پست           | نام بازیکن      | انتقال به     | هزینه         | تاریخ انتقال  | منبع          |
| بازار تابستان            | بازار تابستان | بازار تابستان   | بازار تابستان | بازار تابستان | بازار تابستان | بازار تابستان |
| ------------------------ | ------------- | --------------- | ------------- | ------------- | ------------- | ------------- |
| ۲۱                       | FW            | سعید صادقی      | فولاد         | انتقال رایگان | ۱۹ خرداد ۱۴۰۴ |               |
| ۳                        | DF            | فرشاد فرجی      | تراکتور       | انتقال رایگان | ۴ تیر ۱۴۰۴    |               |
| ۴۴                       | GK            | مهرشاد اسدی     | پارس جنوبی جم | انتقال رایگان | ۲۲ تیر ۱۴۰۴   |               |
| ۱۰                       | FW            | عیسی آل‌کثیر     | استقلال       | انتقال رایگان | ۳۱ تیر ۱۴۰۴   |               |
| ۵                        | MF            | مسعود ریگی      | فجرسپاسی      | انتقال رایگان | ۷ مرداد ۱۴۰۴  |               |
| ۳۳                       | DF            | عرفان ملاپور    | داماش گیلان   | انتقال رایگان | ۱۲ مرداد ۱۴۰۴ |               |
| ۱                        | GK            | الکسیس گندوز    | مولودیه       | ۴۰۰ هزار یورو | ۱۳ مرداد ۱۴۰۴ |               |
| ۲۰                       | DF            | ایوب العملود    | الخالدیه      | انتقال رایگان | ۱۷ مرداد ۱۴۰۴ |               |
| ۸۷                       | FW            | محمد بادپا      | شمس آذر       | انتقال رایگان | ۲۳ مرداد ۱۴۰۴ |               |
| ۲۹                       | FW            | علیرضا خدادادی  |               | انتقال رایگان |               |               |
| ۱۵                       | MF            | سمیر حبوباتی    |               | انتقال رایگان |               |               |
| ۳۰                       | DF            | گئورگی گولسیانی |               | انتقال رایگان |               |               |
| ۶۷                       | FW            | حسین حاجی‌زاده   |               | انتقال رایگان |               |               |
| ۹۰                       | DF            | عرفان شیروانی   |               | انتقال رایگان |               |               |
| بازار زمستان             |               |                 |               |               |               |               |
| بروزرسانی: ۲۵ مرداد ۱۴۰۴ |               |                 |               |               |               |               |

### تمدید قرارداد
| ش.                     | پست | نام بازیکن            | تاریخ تمدید   | تا تاریخ    | منبع   |
| ---------------------- | --- | --------------------- | ------------- | ----------- | ------ |
| ۲۳                     | MF  | میلاد سرلک            | ۹ خرداد ۱۴۰۴  | ۹ تیر ۱۴۰۶  | [ ۱۰ ] |
| ۷۷                     | MF  | محمد خدابنده‌لو        | ۹ خرداد ۱۴۰۴  | ۱۰ تیر ۱۴۰۷ | [ ۱۱ ] |
| ۱۴                     | MF  | علیرضا عنایت‌زاده      | ۱۰ خرداد ۱۴۰۴ | ۱۰ تیر ۱۴۰۷ | [ ۱۲ ] |
| ۸                      | DF  | مرتضی پورعلی‌گنجی      | ۱۱ خرداد ۱۴۰۴ | ۹ تیر ۱۴۰۶  | [ ۱۳ ] |
| ۱۹                     | MF  | وحید امیری            | ۱۸ خرداد ۱۴۰۴ | ۹ تیر ۱۴۰۵  | [ ۱۴ ] |
| ۷۶                     | DF  | سهیل صحرایی           | ۱۸ خرداد ۱۴۰۴ | ۱۰ تیر ۱۴۰۸ | [ ۱۵ ] |
| ۲                      | FW  | امید عالیشاه          | ۲۰ خرداد ۱۴۰۴ | ۹ تیر ۱۴۰۵  | [ ۱۶ ] |
| ۶                      | DF  | محمدحسین کنعانی‌زادگان | ۲۱ خرداد ۱۴۰۴ | ۹ تیر ۱۴۰۶  | [ ۱۷ ] |
| ۸۰                     | MF  | یاسین سلمانی          | ۱۸ تیر ۱۴۰۴   | ۹ تیر ۱۴۰۶  | [ ۱۸ ] |
| ۲۱                     | FW  | محمد عمری             | ۲۶ تیر ۱۴۰۴   | ۱۰ تیر ۱۴۰۸ | [ ۱۹ ] |
| بروزرسانی: ۲۶ تیر ۱۴۰۴ |     |                       |               |             |        |

## پیش‌فصل و بازی‌های دوستانه
تا تاریخ ۲۰ مرداد ۱۴۰۴
      برد       مساوی       باخت       بازی‌ها
| ۲۶ تیر ۱۴۰۴ دوستانه | پرسپولیس                | ۲–۱   | آلانیا اسپور | ارزروم، ترکیه                               |
| ۱۷:۳۰               | علیپور ۲۷' · بیفوما ۴۷' | گزارش | یالچین ۳۸'   | ورزشگاه: کمپ ارزروم تماشاگران: بدون تماشاگر |

| ۱ مرداد ۱۴۰۴ دوستانه | پرسپولیس | ۰–۰ | ترابزون‌اسپور | ارزروم، ترکیه                               |
| ۱۷:۳۰                |          |     |              | ورزشگاه: کمپ ارزروم تماشاگران: بدون تماشاگر |

| ۶ مرداد ۱۴۰۴ دوستانه | پرسپولیس | ۰–۲ | ایغدیر اسپور | ارزروم، ترکیه                               |
| ۱۷:۳۰                |          |     |              | ورزشگاه: کمپ ارزروم تماشاگران: بدون تماشاگر |

| ۱۴ مرداد ۱۴۰۴ دوستانه | پرسپولیس                 | ۲–۱   | آلومینیوم  | تهران، ایران                                |
| ۱۸:۰۰                 | بیفوما ۴۰' · سلمانی ۱۱۳' | گزارش | کهریزی ۵۳' | ورزشگاه: شهید کاظمی تماشاگران: بدون تماشاگر |

| ۲۰ مرداد ۱۴۰۴ دوستانه | پرسپولیس   | ۱–۰   | آریو اسلامشهر | اسلامشهر، ایران                                 |
| ۱۷:۰۰                 | علیپور ۴۹' | گزارش |               | ورزشگاه: شهدای اسلامشهر تماشاگران: بدون تماشاگر |

## رقابت‌ها

### بررسی مسابقات
| رقابت    | اولین بازی    | آخرین بازی | شروع دور  | آمار | آمار | آمار | آمار | آمار | آمار | آمار | آمار  |
| رقابت    | اولین بازی    | آخرین بازی | شروع دور  | بازی | ب    | ت    | ش    | گ‌ز   | گ‌خ   | ت‌گ   | % برد |
| -------- | ------------- | ---------- | --------- | ---- | ---- | ---- | ---- | ---- | ---- | ---- | ----- |
| لیگ برتر | ۲۷ مرداد ۱۴۰۴ |            | هفته اول  | ۰    | ۰    | ۰    | ۰    | ۰    | ۰    | —    | —     |
| جام حذفی |               |            | یک‌شانزدهم | ۰    | ۰    | ۰    | ۰    | ۰    | ۰    | —    | —     |
| مجموع    | مجموع         | مجموع      | مجموع     | ۰    | ۰    | ۰    | ۰    | ۰    | ۰    | ۰+   | —     |

آخرین به‌روزرسانی در: ۲۶ تیر ۱۴۰۴
سازمان لیگ
ورزش ۳

منبع: رقابت‌ها

### لیگ برتر

#### جدول لیگ
| رتبه | تیم      | بازی | برد | مساوی | باخت | گل زده | گل خورده | گل تفاضل | امتیاز | صعود یا سقوط                                  |
| ---- | -------- | ---- | --- | ----- | ---- | ------ | -------- | -------- | ------ | --------------------------------------------- |
| ۱    | تراکتور  | ۰    | ۰   | ۰     | ۰    | ۰      | ۰        | ۰        | ۰      | صعود به مرحله گروهی لیگ نخبگان آسیا ۲۷–۲۰۲۶   |
| ۲    | سپاهان   | ۰    | ۰   | ۰     | ۰    | ۰      | ۰        | ۰        | ۰      | صعود به مرحله مقدماتی لیگ نخبگان آسیا ۲۷–۲۰۲۶ |
| ۳    | پرسپولیس | ۰    | ۰   | ۰     | ۰    | ۰      | ۰        | ۰        | ۰      |                                               |
| ۴    | فولاد    | ۰    | ۰   | ۰     | ۰    | ۰      | ۰        | ۰        | ۰      |                                               |
| ۵    | گل‌گهر    | ۰    | ۰   | ۰     | ۰    | ۰      | ۰        | ۰        | ۰      |                                               |

#### عملکرد بازی‌های در خانه و بیرون
| مجموع | مجموع  | مجموع | مجموع | مجموع | مجموع | مجموع | مجموع | خانه | خانه | خانه | خانه | خانه | خانه | مهمان | مهمان | مهمان | مهمان | مهمان | مهمان |
| بازی  | امتیاز | پ     | ت     | ش     | گ‌ز    | گ‌خ    | ت‌گ    | پ    | ت    | ش    | گ‌ز   | گ‌خ   | ت‌گ   | پ     | ت     | ش     | گ‌ز    | گ‌خ    | ت‌گ    |
| ----- | ------ | ----- | ----- | ----- | ----- | ----- | ----- | ---- | ---- | ---- | ---- | ---- | ---- | ----- | ----- | ----- | ----- | ----- | ----- |
| ۰     | ۰      | ۰     | ۰     | ۰     | ۰     | ۰     | ۰     | ۰    | ۰    | ۰    | ۰    | ۰    | ۰    | ۰     | ۰     | ۰     | ۰     | ۰     | ۰     |

آخرین بروزرسانی: ۲۷ تیر ۱۴۰۴

منبع: سازمان لیگ
ورزش ۳

پ = پیروزی؛ ت = تساوی؛ ش = شکست؛ گ‌ز = گل زده؛ گ‌خ = گل خورده؛ ت‌گ = تفاضل گل

- آمار این جدول فقط مربوط به لیگ برتر است.

#### روند هفته به هفته
| هفته  | 1 | 2 | 3 | 4 | 5 | 6 | 7 | 8 | 9 | 10 | 11 | 12 | 13 | 14 | 15 | 16 | 17 | 18 | 19 | 20 | 21 | 22 | 23 | 24 | 25 | 26 | 27 | 28 | 29 | 30 |
| ----- | - | - | - | - | - | - | - | - | - | -- | -- | -- | -- | -- | -- | -- | -- | -- | -- | -- | -- | -- | -- | -- | -- | -- | -- | -- | -- | -- |
| زمین  | خ | ب | خ | ب | خ | خ | ب | خ | ب | خ  | ب  | خ  | ب  | خ  | ب  | ب  | خ  | ب  | خ  | ب  | ب  | خ  | ب  | خ  | ب  | خ  | ب  | خ  | ب  | خ  |
| نتیجه |   |   |   |   |   |   |   |   |   |    |    |    |    |    |    |    |    |    |    |    |    |    |    |    |    |    |    |    |    |    |
| رتبه  |   |   |   |   |   |   |   |   |   |    |    |    |    |    |    |    |    |    |    |    |    |    |    |    |    |    |    |    |    |    |

#### بازی‌ها
برد       مساوی       باخت       تعویق
| ۲۷ مرداد ۱۴۰۴ هفته اول | پرسپولیس                             | ۱–۱ | فجرسپاسی                               | شهرقدس                                 |
| ۱۹:۳۰ DST (UTC+۴:۳۰) | رفیعی '۳۲ · باکیچ '۷۲ · علیپور ۳+۹۰' |     | شهابی ۱۳' · موسوی '۷۰ · مطلق‌زاده '۹+۹۰ | ورزشگاه: شهدای شهرقدس داور: وحید کاظمی |
| یادداشت: به دلیل تعمیرات و بازسازی زمانبر ورزشگاه آزادی، به‌ناچار این بازی در این ورزشگاه برگزار شد. در این بازی، محمد خدابنده‌لو پاس گل را داد. |                                      |     |                                        |                                        |

| ۳ شهریور ۱۴۰۴ هفته دوم | سپاهان | v | پرسپولیس | اصفهان            |
| ۱۹:۳۰ DST (UTC+۴:۳۰)   |        |   |          | ورزشگاه: نقش جهان |

### جام حذفی
برد       مساوی       باخت       معوقه

## آمار

### آمار تیم
| ‎دروازه‌بان                |    |             |                       |      |     |      |      |       |       |
| ش.                       | پ. | م.          | بازیکن                | لیگ  | لیگ | حذفی | حذفی | مجموع | مجموع |
| ش.                       | پ. | م.          | بازیکن                | بازی | گل  | بازی | گل   | بازی  | گل    |
| ۱                        | GK | ایران       | پیام نیازمند          | ۰    | ۰   | ۰    | ۰    | ۰     | ۰     |
| ۲۲                       | GK | ایران       | امیررضا رفیعی         | ۱    | ۰   | ۰    | ۰    | ۱     | ۰     |
| ۳۸                       | GK | ایران       | محمد گندمی            | ۰    | ۰   | ۰    | ۰    | ۰     | ۰     |
| ‎مدافع                    |    |             |                       |      |     |      |      |       |       |
| ۳                        | DF | ایران       | یعقوب براجعه          | ۱    | ۰   | ۰    | ۰    | ۱     | ۰     |
| ۴                        | DF | ایران       | میلاد محمدی           | ۱    | ۰   | ۰    | ۰    | ۱     | ۰     |
| ۶                        | DF | ایران       | محمدحسین کنعانی‌زادگان | ۱    | ۰   | ۰    | ۰    | ۱     | ۰     |
| ۸                        | DF | ایران       | مرتضی پورعلی‌گنجی      | ۰    | ۰   | ۰    | ۰    | ۰     | ۰     |
| ۵۵                       | DF | ایران       | حسین ابرقویی          | ۰    | ۰   | ۰    | ۰    | ۰     | ۰     |
| ۷۶                       | DF | ایران       | سهیل صحرایی           | ۱    | ۰   | ۰    | ۰    | ۱     | ۰     |
| ۸۴                       | DF | ایران       | علیرضا همایی‌فرد       | ۰    | ۰   | ۰    | ۰    | ۰     | ۰     |
| ۹۳                       | DF | ساحل عاج    | سرژ اوریه             | ۰    | ۰   | ۰    | ۰    | ۰     | ۰     |
| ‎هافبک                    |    |             |                       |      |     |      |      |       |       |
| ۷                        | MF | ایران       | سروش رفیعی            | ۱    | ۰   | ۰    | ۰    | ۱     | ۰     |
| ۱۰                       | MF | ایران       | میلاد سرلک            | ۰    | ۰   | ۰    | ۰    | ۰     | ۰     |
| ۱۴                       | MF | ایران       | علیرضا عنایت‌زاده      | ۰    | ۰   | ۰    | ۰    | ۰     | ۰     |
| ۱۹                       | MF | ایران       | وحید امیری            | ۰    | ۰   | ۰    | ۰    | ۰     | ۰     |
| ۲۷                       | MF | ایران       | سعید مهری             | ۰    | ۰   | ۰    | ۰    | ۰     | ۰     |
| ۷۷                       | MF | ایران       | محمد خدابنده‌لو        | ۱    | ۰   | ۰    | ۰    | ۱     | ۰     |
| ۸۰                       | MF | ایران       | یاسین سلمانی          | ۰    | ۰   | ۰    | ۰    | ۰     | ۰     |
| ۸۸                       | MF | مونته‌نگرو   | مارکو باکیچ           | ۱    | ۰   | ۰    | ۰    | ۱     | ۰     |
| ‎مهاجم                    |    |             |                       |      |     |      |      |       |       |
| ۲                        | FW | ایران       | امید عالیشاه          | ۱    | ۰   | ۰    | ۰    | ۱     | ۰     |
| ۹                        | FW | ایران       | علی علیپور            | ۱    | ۱   | ۰    | ۰    | ۱     | ۱     |
| ۱۱                       | FW | ایران       | فرشاد احمدزاده        | ۱    | ۰   | ۰    | ۰    | ۱     | ۰     |
| ۱۷                       | FW | ایران       | مجتبی فخریان          | ۰    | ۰   | ۰    | ۰    | ۰     | ۰     |
| ۱۸                       | FW | ایران       | ابوالفضل بابایی       | ۰    | ۰   | ۰    | ۰    | ۰     | ۰     |
| ۲۰                       | FW | ایران       | محمدحسین صادقی        | ۰    | ۰   | ۰    | ۰    | ۰     | ۰     |
| ۲۱                       | FW | ایران       | محمد عمری             | ۰    | ۰   | ۰    | ۰    | ۰     | ۰     |
| ۲۳                       | FW | جمهوری کنگو | تیوی بیفوما           | ۰    | ۰   | ۰    | ۰    | ۰     | ۰     |
| ۶۹                       | FW | ایران       | محمدامین کاظمیان      | ۱    | ۰   | ۰    | ۰    | ۱     | ۰     |
| ۷۰                       | FW | ازبکستان    | اوستون اورونوف        | ۱    | ۰   | ۰    | ۰    | ۱     | ۰     |
| ۹۱                       | FW | ترکیه       | سردار دورسون          | ۰    | ۰   | ۰    | ۰    | ۰     | ۰     |
| بروزرسانی: ۲۷ مرداد ۱۴۰۴ |    |             |                       |      |     |      |      |       |       |

### گلزنان
|                          | ۹     | ایران | FW    | علی علیپور | ۱ |  | ۱ |
| مجموع                    | مجموع | مجموع | مجموع | مجموع      | ۱ |  | ۱ |
| بروزرسانی: ۲۷ مرداد ۱۴۰۴ |       |       |       |            |   |  |   |

### پاسورها
|                          | ۷۷    | ایران | MF    | محمد خدابنده‌لو | ۱ |  | ۱ |
| مجموع                    | مجموع | مجموع | مجموع | مجموع          | ۱ |  | ۱ |
| بروزرسانی: ۲۷ مرداد ۱۴۰۴ |       |       |       |                |   |  |   |

### دروازه‌بانی
|                        |                        |                        |                        | لیگ                    | لیگ                    | لیگ                    | حذفی                   | حذفی                   | حذفی                   | مجموع                  | مجموع                  | مجموع                  |                        |                        |                        |                        |                        |                        |
| رتبه                   | ش.                     | م.                     | نام                    | ب.                     | گ‌خ                     | ک‌ش                     | ب.                     | گ‌خ                     | ک‌ش                     | ب.                     | گ‌خ                     | ک‌ش                     |                        |                        |                        |                        |                        |                        |
| بروزرسانی: ۲۷ تیر ۱۴۰۴ | بروزرسانی: ۲۷ تیر ۱۴۰۴ | بروزرسانی: ۲۷ تیر ۱۴۰۴ | بروزرسانی: ۲۷ تیر ۱۴۰۴ | بروزرسانی: ۲۷ تیر ۱۴۰۴ | بروزرسانی: ۲۷ تیر ۱۴۰۴ | بروزرسانی: ۲۷ تیر ۱۴۰۴ | بروزرسانی: ۲۷ تیر ۱۴۰۴ | بروزرسانی: ۲۷ تیر ۱۴۰۴ | بروزرسانی: ۲۷ تیر ۱۴۰۴ | بروزرسانی: ۲۷ تیر ۱۴۰۴ | بروزرسانی: ۲۷ تیر ۱۴۰۴ | بروزرسانی: ۲۷ تیر ۱۴۰۴ | بروزرسانی: ۲۷ تیر ۱۴۰۴ | بروزرسانی: ۲۷ تیر ۱۴۰۴ | بروزرسانی: ۲۷ تیر ۱۴۰۴ | بروزرسانی: ۲۷ تیر ۱۴۰۴ | بروزرسانی: ۲۷ تیر ۱۴۰۴ | بروزرسانی: ۲۷ تیر ۱۴۰۴ |
| ---------------------- | ---------------------- | ---------------------- | ---------------------- | ---------------------- | ---------------------- | ---------------------- | ---------------------- | ---------------------- | ---------------------- | ---------------------- | ---------------------- | ---------------------- | ---------------------- | ---------------------- | ---------------------- | ---------------------- | ---------------------- | ---------------------- |

### کاپیتان
| نام                    | لیگ                    | حذفی                   | مجموع                  |                        |                        |                        |                        |                        |                        |                        |
| بروزرسانی: ۲۷ تیر ۱۴۰۴ | بروزرسانی: ۲۷ تیر ۱۴۰۴ | بروزرسانی: ۲۷ تیر ۱۴۰۴ | بروزرسانی: ۲۷ تیر ۱۴۰۴ | بروزرسانی: ۲۷ تیر ۱۴۰۴ | بروزرسانی: ۲۷ تیر ۱۴۰۴ | بروزرسانی: ۲۷ تیر ۱۴۰۴ | بروزرسانی: ۲۷ تیر ۱۴۰۴ | بروزرسانی: ۲۷ تیر ۱۴۰۴ | بروزرسانی: ۲۷ تیر ۱۴۰۴ | بروزرسانی: ۲۷ تیر ۱۴۰۴ |
| ---------------------- | ---------------------- | ---------------------- | ---------------------- | ---------------------- | ---------------------- | ---------------------- | ---------------------- | ---------------------- | ---------------------- | ---------------------- |

### کارت‌ها
| ش. | پ. | م. | بازیکن | لیگ                    | لیگ                    | لیگ                    | حذفی                   | حذفی                   | حذفی                   | مجموع                  | مجموع                  | مجموع                  |                        |                        |                        |                        |                        |                        |                        |                        |                        |                        |
| ش. | پ. | م. | بازیکن | بروزرسانی: ۲۷ تیر ۱۴۰۴ | بروزرسانی: ۲۷ تیر ۱۴۰۴ | بروزرسانی: ۲۷ تیر ۱۴۰۴ | بروزرسانی: ۲۷ تیر ۱۴۰۴ | بروزرسانی: ۲۷ تیر ۱۴۰۴ | بروزرسانی: ۲۷ تیر ۱۴۰۴ | بروزرسانی: ۲۷ تیر ۱۴۰۴ | بروزرسانی: ۲۷ تیر ۱۴۰۴ | بروزرسانی: ۲۷ تیر ۱۴۰۴ | بروزرسانی: ۲۷ تیر ۱۴۰۴ | بروزرسانی: ۲۷ تیر ۱۴۰۴ | بروزرسانی: ۲۷ تیر ۱۴۰۴ | بروزرسانی: ۲۷ تیر ۱۴۰۴ | بروزرسانی: ۲۷ تیر ۱۴۰۴ | بروزرسانی: ۲۷ تیر ۱۴۰۴ | بروزرسانی: ۲۷ تیر ۱۴۰۴ | بروزرسانی: ۲۷ تیر ۱۴۰۴ | بروزرسانی: ۲۷ تیر ۱۴۰۴ | بروزرسانی: ۲۷ تیر ۱۴۰۴ |
| -- | -- | -- | ------ | ---------------------- | ---------------------- | ---------------------- | ---------------------- | ---------------------- | ---------------------- | ---------------------- | ---------------------- | ---------------------- | ---------------------- | ---------------------- | ---------------------- | ---------------------- | ---------------------- | ---------------------- | ---------------------- | ---------------------- | ---------------------- | ---------------------- |

### محرومیت‌ها
| ش.                     | پست                    | م                      | بازیکن                 | تعداد بازی‌های اعمال شده | دلیل                   | رقابت                  | حریف(ها)               | منبع                   |
| بروزرسانی: ۲۷ تیر ۱۴۰۴ | بروزرسانی: ۲۷ تیر ۱۴۰۴ | بروزرسانی: ۲۷ تیر ۱۴۰۴ | بروزرسانی: ۲۷ تیر ۱۴۰۴ | بروزرسانی: ۲۷ تیر ۱۴۰۴  | بروزرسانی: ۲۷ تیر ۱۴۰۴ | بروزرسانی: ۲۷ تیر ۱۴۰۴ | بروزرسانی: ۲۷ تیر ۱۴۰۴ | بروزرسانی: ۲۷ تیر ۱۴۰۴ |
| ---------------------- | ---------------------- | ---------------------- | ---------------------- | ----------------------- | ---------------------- | ---------------------- | ---------------------- | ---------------------- |